# Приевидза
 Тази статия е за града в Словакия.  За окръга вижте Приевидза (окръг).  
Приевидза (на словашки: Prievidza) е град в Словакия. Населението му е 46 408 жители (по приблизителна оценка от декември 2017 г.), а площта му е 43,063 кв. км. Намира се в часова зона UTC+1. Пощенският му код е 971 01, а телефонния +421 – 46.